# Gévéor
 (janvier 2012).
Si vous disposez d'ouvrages ou d'articles de référence ou si vous connaissez des sites web de qualité traitant du thème abordé ici, merci de compléter l'article en donnant les références utiles à sa vérifiabilité et en les liant à la section « Notes et références ».
Gévéor était une société parisienne de négoce en vin appartenant à Raymond Girardon et à son oncle Louis Pompanon (surnommé le Père Pompanon). Elle fut rachetée en 1968 par Margnat S.A et la Société des Vins de France. 

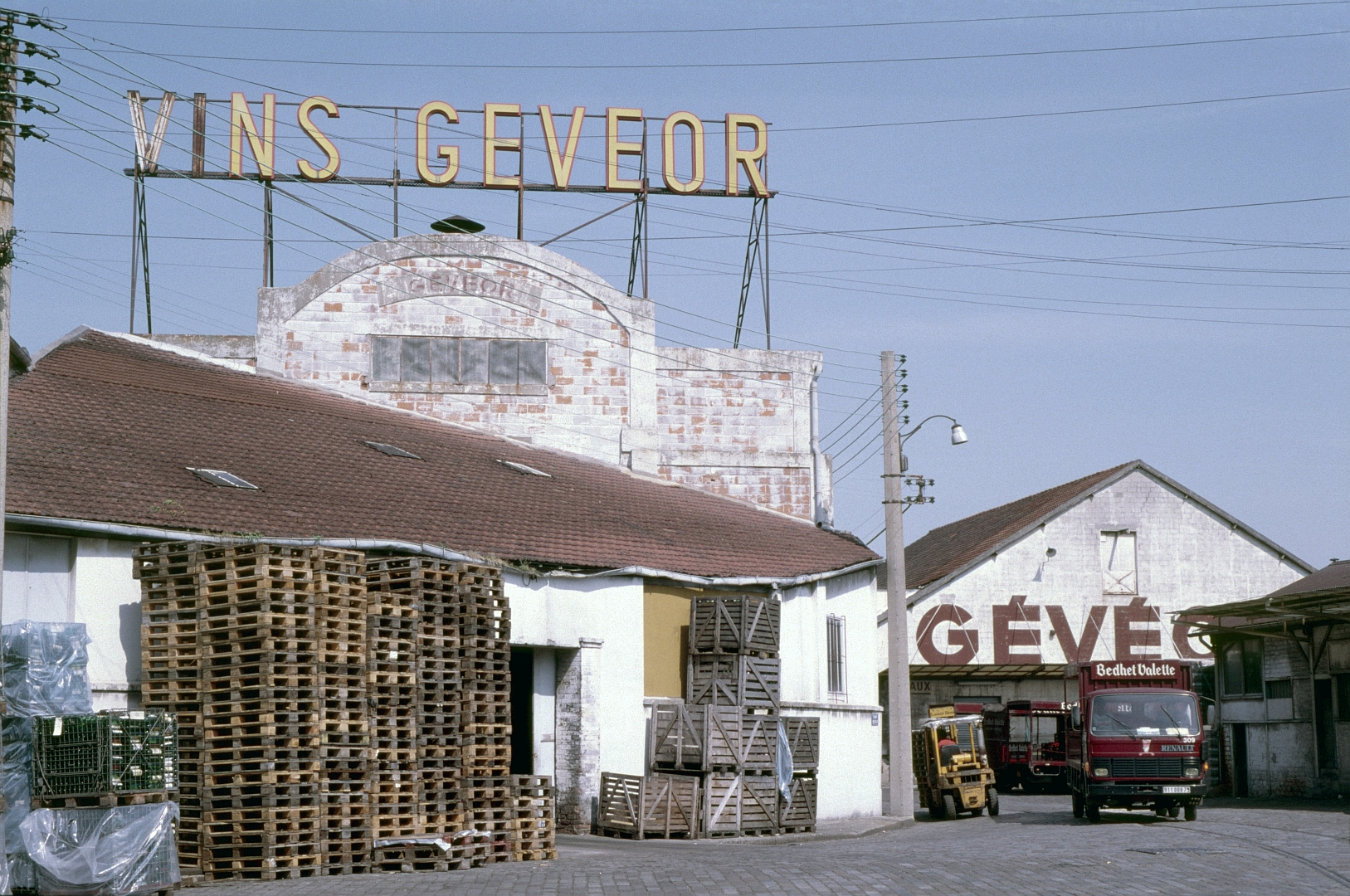
Gévéor aux entrepôts de Bercy.

## La société Gévéor, des débuts à son apogée
À la veille de la Seconde Guerre mondiale, le prix du vin est en chute libre et on cherche à se débarrasser des stocks. C’est alors que les Pompanon-Girardon décident d’acheter en grande quantité.
La guerre finie, un engouement pour le vin français ressurgit mais les stocks sont vides. Le prix augmente avec la demande, Louis Pompanon vend ce qu’il a soigneusement entreposé dans des caves et fait fortune.
Gévéor est créée dans les années 1950 et la commercialisation du vin du même nom débute peu après. L'affaire marche bien et produit plus de 400 000 hectolitres par an à son apogée. Le Gévéor se popularise dans les classes moyennes et ouvrières françaises. Les publicités, dessinées par Hervé Morvan, fleurissent dans le métro.
Dans cette même décennie, Louis Pompanon acquiert le surnom de « Père Pompanon » et se construit une réputation dans Paris. Jusque dans les années 1960, ses talents pour le négoce le conduisent à la tête des négociants en vin de Paris. Il prend en même temps la présidence de la S.V.F., la Société des Vins de France.

## La Société des Vins de France
En 1899, la Société des Vins de France (SVF) voit le jour dans la région de Lyon. 
Spécialiste du négoce en vins, elle est absorbée en 1965 par la SAPVIN (Société d'Approvisionnements Vinicoles), qui garde la dénomination Société des Vins de France. Deux ans plus tard, la Société des Vins de France fusionne avec Margnat S.A., toujours sous le nom de Société des Vins de France. En 1992, S.V.F. est rachetée par le groupe Castel.

## Le vin en lui-même
Gévéor commercialise tous types de vins, d'excellente à assez basse qualité.
Selon les témoignages, un vin de basse qualité, dit « des rues », est produit, qui vise les classes populaires. Le slogan publicitaire de cette boisson produite pour des classes populaires est « Gévéor, le vin que l’on aime » ; il accompagne un vin fort avec taux d’alcool relativement élevé et un goût rustre et dur. On parlait alors « d’haleine de Gévéor ».